# جواو باولو (لاعب كرة قدم مواليد 1990)
جواو باولو (بالبرتغالية: João Paulo da Silva Alves‏) هو لاعب كرة قدم برازيلي في مركز الوسط، ولد في 4 يونيو 1990 في Guarabira ‏ في البرازيل. لعب مع نادي سانتا كروز.

## وصلات خارجية
- جواو باولو (لاعب كرة قدم مواليد 1990) على موقع قاعدة بيانات كرة القدم.إي يو (الإنجليزية)
- جواو باولو (لاعب كرة قدم مواليد 1990) على موقع Soccerway.com (الإنجليزية)
- جواو باولو (لاعب كرة قدم مواليد 1990) على موقع عالم كرة القدم.نت (الإنجليزية)